# Vassili Boutoussov
Pour les articles homonymes, voir Boutoussov.
Vassili Pavlovitch Boutoussov (en russe : Василий Павлович Бутусов) est un footballeur russe puis soviétique, né le 7 février 1892 à Saint-Pétersbourg et mort le 28 septembre 1971 à Léningrad. Il est connu comme le premier buteur de l'histoire de la sélection russe. Il prit part à la Première Guerre mondiale, à la guerre civile russe et à la Seconde Guerre mondiale.

## Biographie
Attaquant de la sélection russe impériale, il est connu comme le premier buteur de la sélection, lors des Jeux olympiques de 1912 contre la Finlande (alors province russe mais autonome), égalisant à la 72e minute, mais n'empêchant pas la défaite 2-1. Il ne peut s'exprimer lors de l'écrasante défaite contre les Allemands (16-0). La Russie impériale est éliminée en quarts-de-finale.
Il joua au club « Viktoria » de Saint-Pétersbourg en 1909-1910, puis au club « Ounitas », dans la même ville, de 1911 à 1922, et enfin au « Spartak », à Vyborg, près de Léningrad de 1923 à 1926.
Lors de la Première Guerre mondiale, il fut appelé sous les drapeaux en septembre 1914. Il fut capturé par les Allemands en avril 1915 en Galicie puis libéré par les troupes russes. De 1919 à 1921, il servit dans l'Armée rouge pendant la guerre civile russe.
Le 24 octobre 1930, il fut arrêté par la Guépéou pour appartenance présumée à la branche de Leningrad du « parti industriel ». Il passa près d'un an en détention à domicile, à Léningrad, du 24 octobre 1930 au 13 septembre 1931.
Après le début de la Seconde Guerre mondiale, il fut de nouveau appelé dans l'Armée rouge et servit comme commandant adjoint (avec le grade d'ingénieur militaire) au 333e bataillon du Génie, au sein du front de Leningrad, de juillet à novembre 1941. Il fut capturé par les troupes allemandes près de la gare Oredej, le 20 novembre. De novembre 1941 à avril 1945, il fut détenu dans un camp de concentration près de Nuremberg. Il fut libéré par les troupes américaines le 25 avril 1945. Il est enterré au cimetière Chouvalovskoïe.